# 나카가와촌 (지바현 이스미군)
나카가와촌(中川村)은 지바현 이스미군에 일찍이 존재했던 촌이다.

## 지리
- 현재의 이스미시 서부에 해당한다.

## 역사
- 1889년 4월 1일 - 정촌제 시행에 수반해 이스미군 나카가와촌이 성립하였다.
- 1954년 4월 29일 - 구니요시정, 지마치촌과 합병해 이스미정이 성립해, 동일 나카가와촌은 폐지되었다.

## 인구
| 1891년 | 3,008 |
| 1917년 | 3,483 |
| 1934년 | 2,907 |
| 1954년 | 3,566 |

## 교통

### 철도
- 일본국유철도 (→ 동일본 여객철도→ 이스미선)
  - 이스미 선

## 참고문헌
- 夷隅町史編さん委員会 『夷隅町史 通史編』、夷隅町、2004年
- 角川日本地名大辞典編纂委員会『가도카와 일본 지명 대사전 12 千葉県』、가도카와 쇼텐、1984年 ISBN 4040011201